# Унтерсбергштрассе (станция метро)
«Унтерсбергштрассе» (нем. Untersbergstraße) — станция Мюнхенского метрополитена, расположенная на линии  между станциями «Зильберхорнштрассе» и «Гизинг». Станция находится в районе Обергизинг-Фазангартен (нем. Obergiesing-Fasangarten).

## История
Открыта 18 октября 1980 года в составе участка «Шайдплац» — «Нойперлах Зюд». Станция названа, как и улица над ней, именем горного хребта в Баварии и Зальцбурге.

## Архитектура и оформление
Двухпролётная колонная станция мелкого заложения. Стены станции облицованы округленными светло-зелёными цементно-волокнистыми плитами. Пол выложен бетонными блоками в мотиве гальки Изара, потолки облицованы алюминиевыми панелями с двумя рядами ламп. Колонны отделаны зелёно-коричневым кафелем. В центральной части платформы колонны более тонкие и стоят в два ряда. Станция имеет один выход, расположенный в центре платформы, который ведёт в подземный вестибюль. Примерно на высоте человеческого роста по всей путевой стене проходит красная полоса. В центре платформы расположен лифт.

## Таблица времени прохождения первого и последнего поезда через станцию

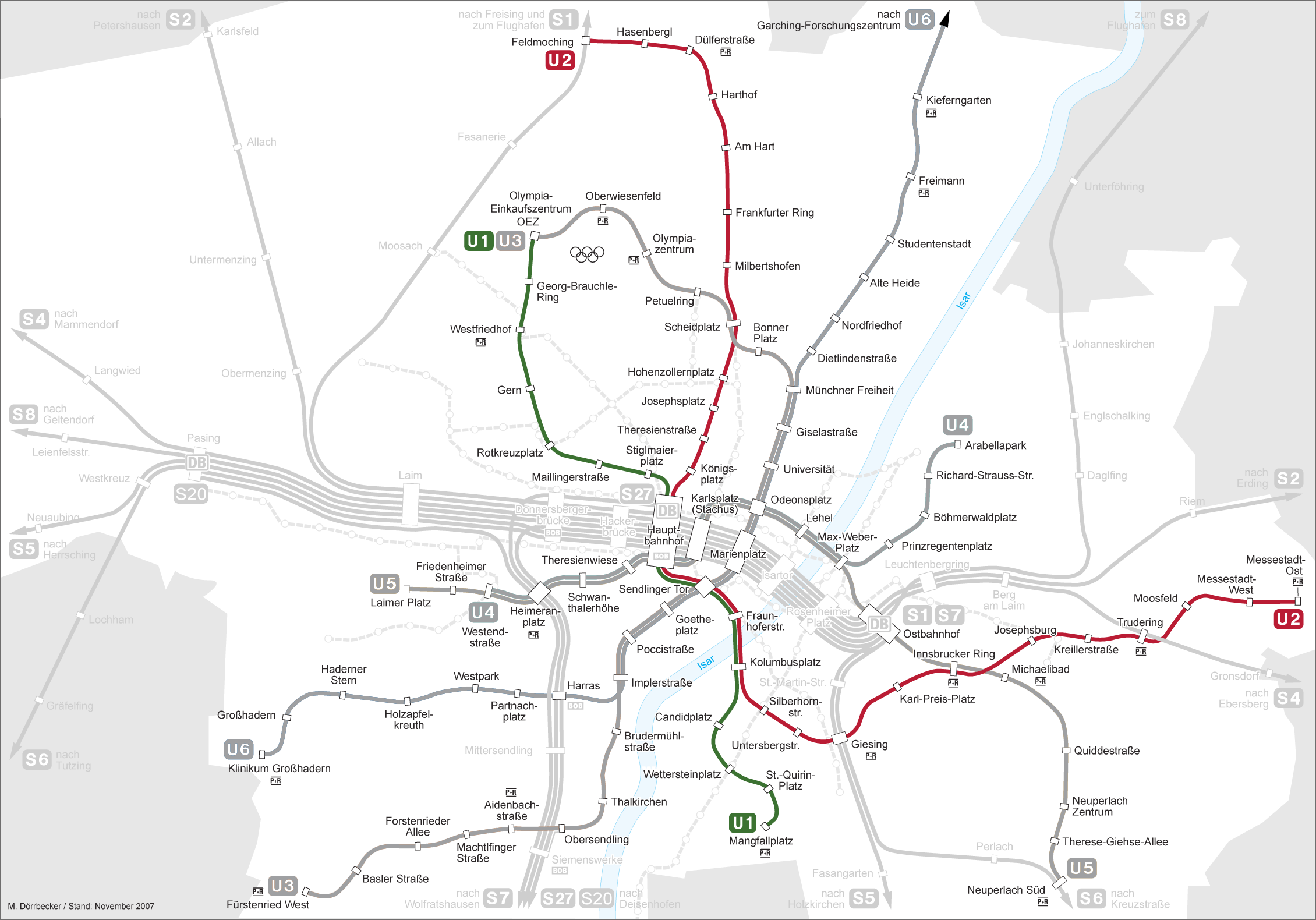
Сеть линий и мюнхенского метро

|                                        | Воскресенье — Четверг (ч:мм) | Пятница — Суббота (ч:мм) |
|                                        | первый                       |                          |
| последний                              |                              |                          |
| В сторону станции «Зильберхорнштрассе» | 4:24                         | 4:24                     |
| В сторону станции «Зильберхорнштрассе» | 1:06                         | 2:06                     |
| В сторону станции «Гизинг»             | 4:41                         | 4:41                     |
| В сторону станции «Гизинг»             | 1:24                         | 2:24                     |

## Пересадки
Нет возможности пересадки на другие виды общественного транспорта.
| Предыдущая станция | Расстояние | Линия | Расстояние | Следующая станция |
| ------------------ | ---------- | ----- | ---------- | ----------------- |
| Зильберхорнштрассе | 553 м      |       | 654 м      | Гизинг            |